# 1898 في المملكة المتحدة
فيما يلي قوائم الأحداث التي وقعت خلال عام 1898 في المملكة المتحدة.

## رياضة
- 1 يناير – بطولة ويمبلدون 1898

## كتب
من الكتب التي صدرت هذه السنة في المملكة المتحدة:
- 1 يناير – حرب العوالم من تأليف هربرت جورج ويلز.
- 1 يناير – مون فليت من تأليف جون ميد فولكنر.

## مواليد

### يناير
- 1 يناير – آرثر يوحنا
- 1 يناير – جون بار جندي من المملكة المتحدة.
- 3 يناير – جون لودر

### فبراير
- 13 فبراير – فرانك ايكن

### مارس
- 9 مارس – ددلي ستامب جغرافي من المملكة المتحدة.

### أبريل
- 24 أبريل – ستان ديفيز لاعب كرة قدم ويلزي.

### يوليو
- 3 يوليو – والتر روس
- 21 يوليو – توم وايتكير لاعب ومدرب كرة قدم إنجليزي.
- 30 يوليو – هنري مور

### سبتمبر
- 2 سبتمبر – آرثر يونغ ممثل بريطاني.
- 20 سبتمبر – إليزابيث سكوت مهندسة معمارية بريطانية.
- 25 سبتمبر – جورج هاركوس لاعب كرة قدم إنجليزي.

### أكتوبر
- 7 أكتوبر – فيبي هولكروفت واتسون لاعبة كرة مضرب من المملكة المتحدة.

### نوفمبر
- 29 نوفمبر – سي. إس. لويس

### ديسمبر
- 17 ديسمبر – جولييت ريس ويليامز سياسية بريطانية.

## وفيات

### يناير
- 1 يناير – جون جونز (مواليد 1818)
- 14 يناير – لويس كارول (مواليد 1832)
- 18 يناير – هنري ليدل (مواليد 1811)

### فبراير
- 25 فبراير – فرانسيس فريث (مواليد 1822)

### مارس
- 15 مارس – بنجامين مونتفورت (مواليد 1825) مهندس معماري نيوزيلندي.
- 15 مارس – هنري بسمر (مواليد 1813)
- 16 مارس – أوبري بيردزلي (مواليد 1872)

### مايو
- 19 مايو – وليم غلادستون (مواليد 1809)

### يونيو
- 1 يونيو – أوسبرت سالفين (مواليد 1835)

### يوليو
- 29 يوليو – جون ألكسندر رينا نيولاندز (مواليد 1837) كيميائي من المملكة المتحدة.

### أغسطس
- 27 أغسطس – جون هوبكنسون (مواليد 1849)

### سبتمبر
- 9 سبتمبر – وليام تشاترتون ديكس (مواليد 1837)

### نوفمبر
- 29 نوفمبر – توماس فورسيث (مواليد 1814) سياسي نيوزيلندي.